# DB Baureihe 10
De Baureihe 10 is een kleine serie van twee sneltreinlocomotieven gebouwd voor de Deutsche Bundesbahn volgens het conceptplan Neubaulokomotive.

## Geschiedenis
Deze locomotieven werden na de Tweede Wereldoorlog door Krupp voor de Deutsche Bundesbahn (DB) ontworpen ter vervanging de series Baureihe 01, 01.10 en locseries van Landernbahnen. De serie kwam echter te laat om verder doorgebouwd te worden tot een grote en belangrijke serie en werd al snel afgevoerd. Daardoor heeft deze serie nooit een computernummer gekregen.

## Constructie en techniek
De locomotief heeft een stalen bar- of platenframe, een driecilinderdrijfwerk en een ketel die grote gelijkenis vertoonde met de nieuwe eendommige ketels van de serie 01.10 met wie zij ook de asindeling 2'C'1' deelde. Loc 10 001 was eerst een kolengestookte machine terwijl loc 10 002 met stookolie werd gestookt, later werd loc 10 001 eveneens tot oliestook verbouwd. De serie was gestroomlijnd, waarbij het drijfwerk echter vrij werd gehouden om oververhitting daarvan te voorkomen. De tender type T-40 is speciaal voor deze serie ontwikkeld en is gedeeltelijk ook voorzien met een stroomlijnbeplating. Door die stroomlijning en hun puntige rookkastdeur oogden zij fraai en de machinisten waren over het algemeen tevreden over hun prestaties. De locs konden met lichte sneltreinen een snelheid van 140 km/uur aanhouden en ontwikkelde daarbij een maximaal vermogen van 2500 PKi aan de trekhaak.
Een groot nadeel was de hoge asdruk van de drijfwielen van 22,4 ton, waardoor het inzetgebied beperkt bleef tot trajecten die daarvoor geschikt waren. Bovendien is de toelevering van reserveonderdelen bij kleine series altijd problematisch en duur. De diensten voor deze locs werden daarom snel overgenomen door de stoomlocs van serie 01.10 en de dieselhydraulische locs van serie V200.
Loc 10 001 is te bezichtigen in het Deutsches Dampflokomotiv-Museum te Neuenmarkt en loc 10 002 is gesloopt.

## Foto's

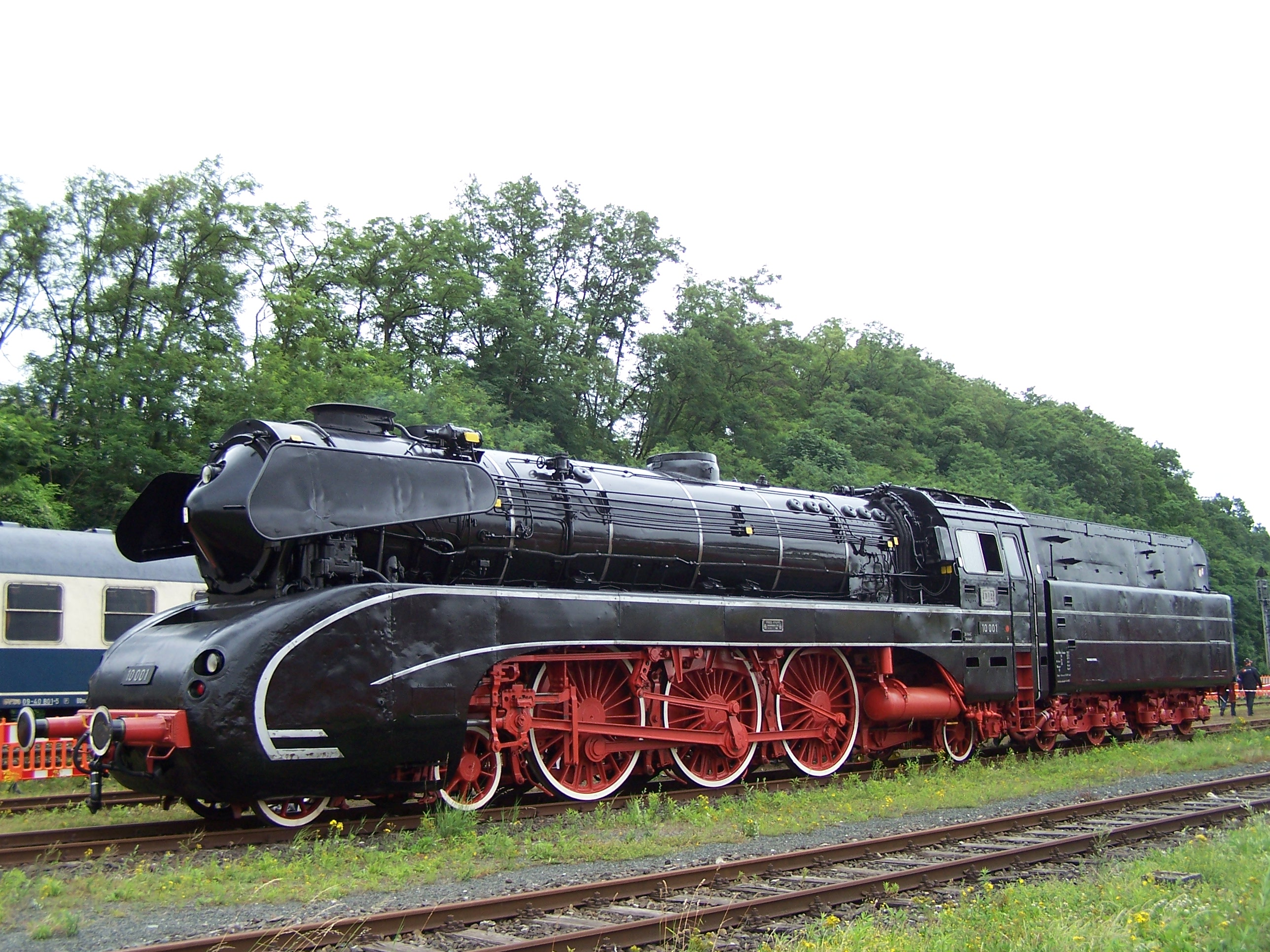
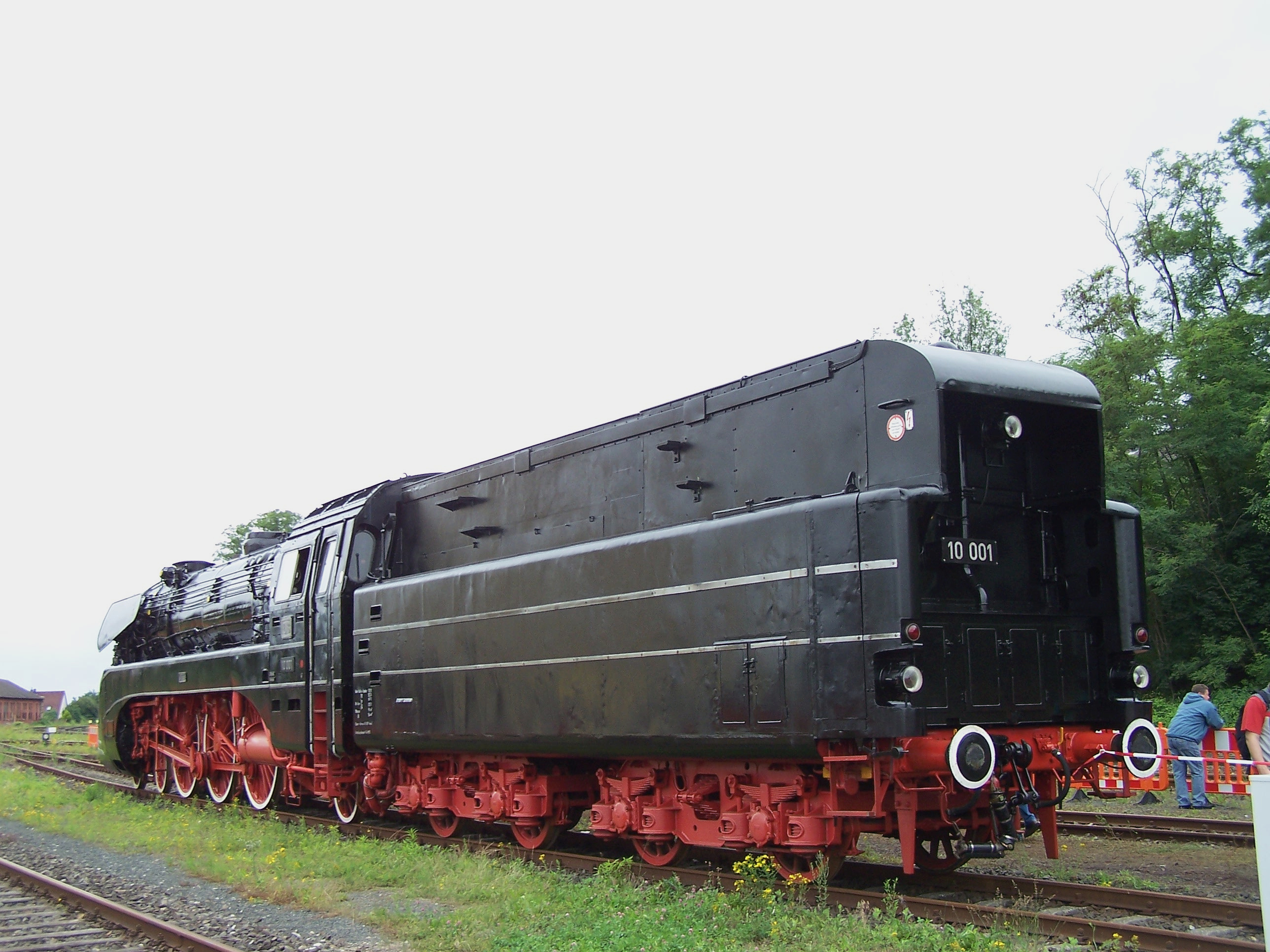

In dit overzicht staan eveneens treinen van de Deutsche Bundesbahn (DB) en van de Deutsche Reichsbahn (DR)